# ناجي خميس الحلي
ناجي بن حمادي بن حسين بن خُمَيِّس السلامي الحلّي (1893 - 2 أبريل 1931) شاعر عراقي. ولد في الحلة ونشأ فيها واختلف إلى مجالس العلم والأدب وأنديتهما. ثم هاجر إلى النجف فدرس فيها علم الأصول والفقه والنحو والأدب. وعاد إلى مسقط رأسه فاشتغل بالتعليم. تميّز بقوّة حافظته وتواضعه وإباء نفسه. توفي في الحلة ودفن في النجف. شعره قليل قاله في بعض المناسبات الخاصّة.

## سيرته
ولد ناجي بن حمادي بن خميس الحلّي في مدينة الحلة سنة 1893 م/ 1311 هـ. تعلم القراءة والكتابة في الكتاتيب، وقرأ علوم العربية على أخيه عبد المجيد خميس، ولما بلغ العشرين انتقل إلى مدينة النجف لتحصيل العلوم على نفقة أبيه، فدرس الفقه والأصول على محمد كاظم الشيرازي، ومحسن الطباطبائي الحكيم، وحضر دروس الفقه في حوزة محمد حسين النائيني، وأبو الحسن الموسوي الأصفهاني، ودوّن كثيرًا من تقريراتهما الأصولية، وآرائهما الفقهية. 

وفي 1914 اتصل بمحمد حسن أبو المحاسن، ومحمد علي اليعقوبي، وأفاد من علمهما. عمل بتدريس معالم الأصول في الجامع الهندي من 1927 حتى مرض مرضًا طال أمده، فعاد إلى مسقط رأسه مدينة الحلة، وفيها توفي في 15 ذي القعدة سنة 1349/ 2 أبريل 1931 ونقل إلى النجف ودفن بالصحن الشريف في العتبة العلوية بحجرة رقم 2.

## شعره
تصفه مصادر دراسته بأنه «غير مكثر من نظم الشعر، لا يقوله إلا في موارد مخصوصة ودواع كريمة...». ذكره عبد العزيز البابطين في معجمه وقال «يلتزم شعره، ويتنوع موضوعيًا بين رثاء آل البيت، ورثاء أئمة وعلماء عصره، والمشاركة في المناسبات الاجتماعية ما بين تهنئة لقران، ومباركة بزفاف، واستهداء لكتاب. في بعض قصائده ميل إلى الغزل على طريقة شعراء الأندلس، وحكمة ورصد لخبرات الحياة، كما تبدو عنايته ببعض فنون البديع، بخاصة الجناس والطباق ومراعاة النظير. وله نماذج في الزجل باللهجة المحلية، شارك في بعض المناسبات العابرة.»